# Kvadi
Kvadi (latinski: Quadi, njemački: Quaden)  je manje germansko pleme o kojemu se malo zna, i to samo iz zabilješki njihovih neprijatelja – Rimljana. Oni nisu ostavili nikakve materijalne ostatke po kojima bi se razlikovali od ostalih germanskih plemena. 
Možda najranije spominjanje Kvada je u “Geografiji” grčkog autora Strabona (7.1.3) gdje spominje Suevsko pleme Koldouoi, na latinskom Coldui. Prema tom tekstu oni su se nalazili pod vlašću Maroboduusa u današnjoj Češkoj.
Rimljani su zabilježili da su se Kvadi u 1. st. prije Krista selili uz brojnije Markomane, čije ime jednostavno znači “ljudi s granica”, s rijeke Majne niz Dunav južno, tj. na područje koje je graničilo s Rimskim Carstvom. Kvadi i Markomani su se naselili u današnju Moravsku, zapadnu Slovačku i južnu Austriju odakle su potjerali Kelte (oko 8. – 6. pr. Kr.). God. 6. pr. Kr. Markomanska konfederacija, zajedno s Kvadima, se borila protiv cara Tiberija.
Tacit u Germaniji spominje kako su Kvadi slični Markomanima u borbi, a vođe su im plemenitog roda iz loze Maroboduusa i Tudrusa, pretežito ovog drugog, a vođe su im često prihvaćale danak (ili mito) u obliku rimskog srebra. 
Sljedećih 350 godina oni su graničili s Markomanima na zapadu, proto-Slavenima na sjeveru, sarmatskim Jazigima  (kasnije i Vandalima) na istoku, te s Rimskim Carstvom na jugu.

## Markomanski ratovi
Krajem 2. stoljeća, car Marko Aurelije je tijekom “Markomanskih ratova” ratovao i protiv Kvada. Sve je započelo oko 166. god. kada su Langobardi prešli Dunav u rimsku Moeziju, što su mogli učiniti samo uz dopuštenje Kvada preko čijeg su teritorija prošli. Kvadi su vjerojatno izbjegavali sukobe s njima, no kada su ih Rimljani odbacili natrag na teritorij Kvada započeli su česti sukobi s Langobardima, ali i napadi preko Dunava na teritorij Rima. 
Samo nekoliko godina kasnije konfederacija Markomana i Kvada prešla je Dunav svladavši rimske legije i dolinom uz Jadransko more došla do grada Akvileje u sjevernoj Italiji. Marko Aurelije ih je uspio nagovoriti na mir tek 171. god., ali već sljedeće godine je napao teritorij Markomana, a odmah potom i Kvada koji su pomagali markomanskim izbjeglicama. 
Marko Aurelije je skoro izgubio ovaj rat, ali je iznenadna oluja omogućila trijumf nad Kvadima Kvadi su potpuno poraženi do 174. god., ali su već sljedeće, dok je Marko Aurelije bio zauzet pobunom u Rimu, ponovno navirali preko Dunava. Iako je Marko Aurelije uspješno svladao pobunu u Rimu, tek je 178. god. uspio odbiti Kvade preko Dunava u Češku. 
Odlučna bitka protiv Kvada odigrala se 179. god. u Laugariciju pod zapovjedništvom legata i prokuratora Marka Valerija Maksimijana iz Poetovia (današnji Ptuj u Sloveniji) Car je planirao proširiti granice rima preko KarpatiKarpata i na sjever u Češku kada je iznenada obolio i preminuo u 180. godine.

## Nestajanje Kvada
U 4. stoljeću, car Valentinijan proveo je većinu svoje vladavine braneći granicu na Rajni protiv horda Sarmata, Gota i Kvada pod vlašću kralja Gabiniusa. Njega je naposljetku ubio Marcelin, sin Maksimina, prefekta Galije; i to za pregovaračkim stolom. Legenda kaže da je Valentinijan preminuo (375.) od srčanog napada koji je izazvala delagacija Kvada koja je pregovarala o miru. 
Nakon 400. god. u Češkoj su nestali običaji spaljivanja koji su bili tipični za Suevske Germane kao što su bili Kvadi. Najvjerojatnije su se Kvadi pomiješali s drugim narodima tvoreći novi narod - Bavarce.
God. 409., jedna grupa Kvada, Markomana i Bura prešla je Pirineje i naselila se u rimskoj provinciji Galiciji (današnja Galicija u sjevernom Portugalu), gdje su osnovali Suevsko kraljevstvo Galiciju. Brakara Augusta, današnji grad Braga u Portugalu, postao je njihovom prijestolnicom. Tu se njihov vođa Hermerik zakleo na vjernost Caru 410. god.